# Іке Ґьокуран
Маті Токуяма, відома як Іке Ґьокуран (1727, Кіото — 1784, там само) — японська художниця, каліграфка та поетеса періоду Едо.

## Життєпис
Народилася 1727 року в Кіото. Була позашлюбною донькою самурая Токуями і поетеси Юрі. При народженні її назвали Маті. З дитинства навчалася живопису і поезії-вака. Професійне навчання здобула у представника школи нанга Янаґіси Кіена. Напевне, від нього дістала псевдонім «Ґьокуран». У школі Янаґіси познайомилася з учнем останнього — Іке но Тайґа, з яким згодом одружилася. До шлюбу підписувала роботи своїм прізвищем Токуяма Ґьокуран. У чоловіка далі навчалася стилів живопису бідзінга і гохуа, натомість його навчаючи мистецтва поезії в жанрі вака.
Була відома ексцентричною поведінкою, як і її чоловік. Вони спільно створювали живописні роботи, впливаючи на творчість і стиль одне одного, і спільно на рівних займалися музикою. Це було нетиповим для Японії того часу, де жінки за статусом були нижчими від чоловіків. Відомо, що Ґьокуран не видалила свої брови після одруження, як вимагала того традиція. Подружжя мешкало в невеликій майстерні біля храму Гіон у Кіото.
Померла 1784 року. Похована разом з матір'ю.

## Творчість
Була однією з небагатьох художниць, визнаних у Японії XVIII століття. Здійснювала розписи на складних дверях, ширмах, горизонтальних і вертикальних сувоях, віялах, також створювала невеликі роботи, на які наносила каліграфію з власними віршами. Роботи з каліграфії характеризуються лініями різної товщини і доволі вільним стилем.
Ґьокуран і її чоловік цілковито віддавалися мистецтву, часто спільно творили. Нерідко зображували чотири священні рослини: бамбук, квітку сливи, орхідею та хризантему. На думку дослідника Кйоко Кіношіти, стиль Іке Ґьокуран схожий з бароко. Другою особливістю було поєднання малювання в китайському стилі з віршами вака і каліграфією в японському стилі з власними особливостями. Низка робіт Ґьокуран внесена до переліку Національних скарбів Японії і важливих культурних цінностей.
Вірші відбивали сьогодення, були більш реалістичними, з помірною емоційністю. У 1910 році її поезії увійшли до збірки «Гіон Сандзе Касю» (Збірка віршів трьох жінок Гіона), куди увійшли вірші Ґьокуран, її матері Юрі та бабусі Кадзі.